# マクセンティウス
マルクス・アウレリウス・ウァレリウス・マクセンティウス（ラテン語: Marcus Aurelius Valerius Maxentius、278年頃 - 312年10月28日）は、ローマ帝国のテトラルキア時代の皇帝の一人（在位：306年 - 312年）。皇帝マクシミアヌスの息子で、ガレリウス帝の義理の息子であった。

## 生涯

### 前半生
マクセンティウスの生年月日は正確には不明であるが、278年頃だと思われる。後の皇帝マクシミアヌスとその妻エウトロピアとの間に生まれた。
父マクシミアヌスは285年に皇帝となり、マクセンティウスはいずれ皇帝の座を継ぐものと見なされて育った。しかし、父とディオクレティアヌス帝とが共同統治している期間には、マクセンティウスに特別な戦歴や政治的な経歴は見当たらない。詳しくは不明だが早い時期に、副帝ガレリウスの娘ウァレリア・マクシミラと結婚し、後に長男ウァレリウス・ロムルス（295年頃 - 309年）と次男（名前は不明）の2人の息子を持つ。
父マクシミアヌス帝とディオクレティアヌス帝は305年に揃って退位し、それまでテトラルキア（四分統治）の副帝だったコンスタンティウス・クロルスとガレリウスとが正帝になった。後継者候補には前皇帝の息子マクセンティウスとコンスタンティウス帝の息子コンスタンティヌスとがいるにもかかわらず、新しい副帝にフラウィウス・ウァレリウス・セウェルスとマクシミヌス・ダイアとが就任した。ラクタンティウスの「Epitome」によると、ガレリウス帝はマクセンティウスを嫌っており、彼を後継者から外すようディオクレティアヌス帝に働きかけたという。また、ディオクレティアヌス帝自身もマクセンティウスは皇帝として軍を率いるには能力不足と考えていたのだろう。結局、マクセンティウスはローマから数マイル離れた地所に隠居することになった。
翌306年にコンスタンティウス・クロルスが死去した。彼の息子コンスタンティヌスは皇帝に名乗りを上げ、結果的に副帝となることをガレリウス帝に認めさせた。コンスタンティヌスの成功が先例となり、同じ年の後半にマクセンティウスも継承問題を起こすこととなる。

### 帝位獲得まで

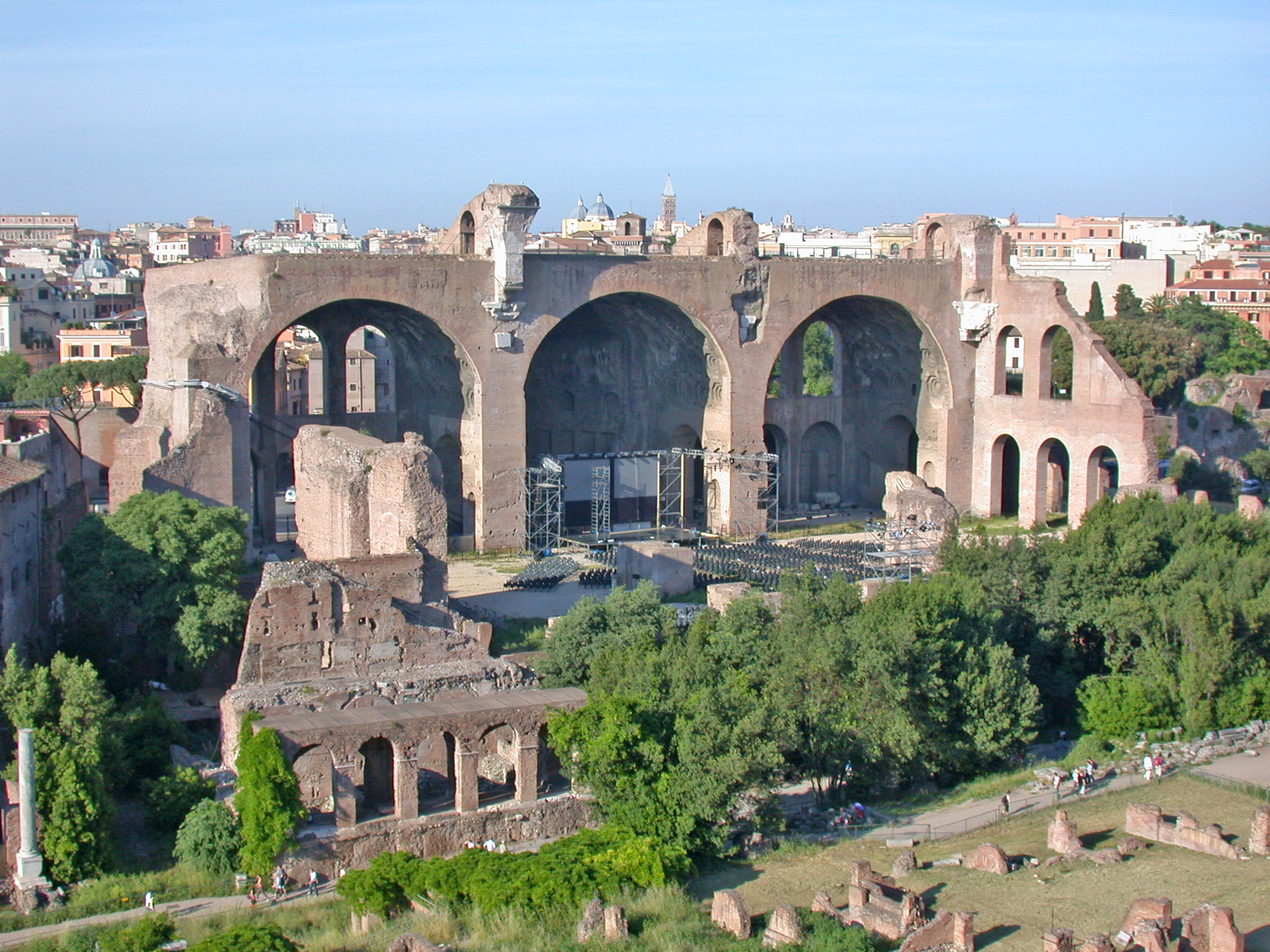
フォルム・ロマヌムにあるマクセンティウスのバシリカ。ライバルであったコンスタンティヌス1世が完成させた。代表的な古代建築の一つ。

首都ローマでは新しい皇帝についての噂が広まった。その内容は、今までローマ市民だけは免除されていた人頭税が課税されるという話と、ローマに駐在するプラエトリアニを解散するという話であった。この噂に反発して首都ローマで駐屯隊が暴動を起こし、その将校たちがマクセンティウスに皇帝の座に就くよう依頼した。将校たちは、コンスタンティヌス帝も、自分と同じように皇帝の息子という立場にあるマクセンティウスには文句を付けまいと考えたのである。マクセンティウスはその依頼を受け、首都の駐屯隊への寄付も約束した上で、306年10月28日、公に皇帝就任を宣言した。
ルカニアの宮殿で引退生活を送る元皇帝マクシミアヌスにも共謀の依頼が向かっていたが、このときには、彼は復権を断っている。
マクセンティウスは、イタリアの中央部以南、コルシカ島、サルデーニャ島、シチリア島、アフリカ属州で皇帝と認められる立場を勝ち得た。イタリア北部は依然としてミラノにいる西方正帝セウェルスの統制下にあった。
当初マクセンティウスは、正帝ガレリウスから正式に地位を承認されることを期待して、自らは正帝や副帝などは称さず「プリンケプス・インウィクトゥス」（無敗の第一人者）の称号を名乗った。しかし、ガレリウス帝が公認することはなかった。ガレリウス帝はマクセンティウスに同情していたと言われるが、コンスタンティヌスやマクセンティウスを真似て勝手に皇帝を名乗りだす者が現れることを防ぐ必要があった。コンスタンティヌスによる皇位僭称に対しては、ガレリウス帝は、それがテトラルキア制度として正統的に皇位継承されたかのように体裁を整えた。このような対応を採った一因は、コンスタンティヌスの場合は父の軍団と領土をしっかり支配していたことだったが、マクセンティウスは事情が違った。マクセンティウスはテトラルキアでは認められない5番目の皇帝になってしまう上、彼の命令に従う軍団はわずかしかいなかった。ガレリウス帝はマクセンティウスの反乱は簡単に鎮圧できると考え、307年初頭に正帝セウェルスを大軍とともにローマに向かわせた。
セウェルス帝が率いる軍隊は、その大半がマクセンティウスの父マクシミアヌス帝の下で何年も戦役を経験した兵士であり、しかもマクシミアヌス帝は過去に大金を兵に配っていた。その結果、セウェルス軍がローマに到着すると、軍の大半がマクセンティウスの方に寝返った。やがてマクシミアヌス自身が隠遁地を離れてローマに戻り、息子を援護して再び帝位に就くと宣言すると、セウェルス帝は残った軍を連れてラヴェンナに撤退した。生命の安全を約束されたため、その後間もなくセウェルス帝はマクシミアヌスに降伏した。
セウェルス帝を破った後、マクセンティウスはアルプス山脈に至るまでの北イタリアとイストリア半島を支配下に置き、セウェルス帝の後に空位となった（とマクセンティウスが考える）正帝の位を名乗るようになった。

### 皇帝在位中

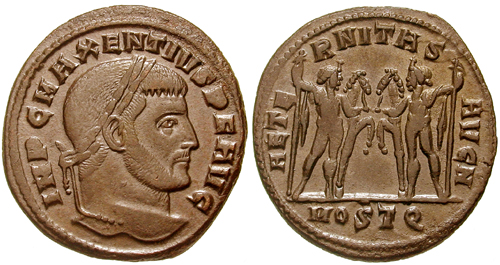
正帝となったマクセンティウスの硬貨

307年の夏、マクセンティウスと父マクシミアヌスとの共同統治はさらに大きな試練を迎えた。ガレリウス帝がより大きな軍団を連れてローマに進軍したのである。マクセンティウスは、ガレリウス帝と交渉を重ねながらも、一方ではセウェルス帝にしたのと同様に大金の約束とマクシミアヌス帝の威光によって敵兵の寝返りを謀った。そして実際に多くの兵が寝返ったために、ガレリウス帝は退却を余儀なくされ、マクセンティウスのイタリア・アフリカ支配が確立した。この戦いの途中でセウェルス帝はマクセンティウスに殺害された（おそらくローマ近郊のトレス・タベルネと思われるが、正確な状況は分かっていない）。
マクセンティウスはコンスタンティヌス帝と連携したいと狙っており、307年の初頭から接触を打診していたが、この年の夏になってマクシミアヌスがガリアまで赴いた。以前この地で、コンスタンティヌスはマクシミアヌス帝の娘ファウスタと結婚し、先輩皇帝マクシミアヌスから正帝に任命されたのである。しかし、コンスタンティヌス帝はガレリウス帝とは衝突したくないと考えており、ガレリウス帝と戦うマクセンティウスには目に見える支援はしなかった。
308年のおそらく4月頃、マクシミアヌスはローマで軍隊と共にいる息子マクセンティウスを退位させようとした。ところが、そのときに軍隊は息子を支持したので、父は驚いてコンスタンティヌス帝の元に逃避しなければならなくなった。
308年の秋にカルヌントゥムで開かれた会合によってマクセンティウスの皇位はまたしても非合法だと否定された。そして、リキニウス帝が正統な皇帝として、マクセンティウスから領土を取り戻す役割を与えられた。リキニウス帝は310年にマクセンティウスからイストリアを取り戻したが、翌年にガレリウス帝が病死したため、この戦役は続けられなかった。
308年の終わり頃、アフリカ属州のドミティウス・アレクサンデルがカルタゴで皇帝を名乗り、マクセンティウスの支配から離れた。アフリカはローマの食料供給を担っていたのでマクセンティウスは危機的な状況となったが、プラエフェクトゥス・プラエトリオのルフィウス・ウォルシアヌス（Rufius Volusianus）の活躍により、少数の軍団でアレクサンデルを破って処刑することに成功した（310年か311年）。マクセンティウスはこの機会を逃さずにアレクサンデル一党の富を奪い、ローマに大量の穀物を持ち帰った。
マクセンティウスの長男ウァレリウス・ロムルスは309年に14歳ほどで早世し、アッピア街道のマクセンティウスの名を付けた村の大霊廟に埋葬された。310年に父マクシミアヌスも死去し、その後はコンスタンティヌス帝との関係が急速に悪化した。コンスタンティヌス帝とリキニウス帝との連合に対抗するため、マクセンティウスはマクシミヌス・ダイアと同盟を組んだ。彼は、アルプス山脈の北にあるラエティア属州を確保することでコンスタンティヌス帝とリキニウス帝とを分断しようとしたが、コンスタンティヌス帝の行動が早かったので策略は失敗したと伝えられている（ゾシムスによる記述）。

### 最期
312年の初め頃、コンスタンティヌス帝はアルプス山脈を越えてイタリアに侵攻した。そしてトリノの戦いやミラノの戦闘で勝利し、ヴェローナではマクセンティウス派の重臣でプラエフェクトゥス・プラエトリオ（近衛隊長官）のルリキウス・ポンペイアヌスを討ち取って、10月の終わりにはローマに到達した。セウェルス帝やガレリウス帝と戦ったときのような籠城戦が予想され、マクセンティウスが守りの堅いローマに立て籠って敵の消耗を待つと思われていたが、何らかの理由によってマクセンティウスは戦法を変え、312年10月28日に決戦となるミルウィウス橋の戦いが行われた。昔の資料にはコンスタンティヌス帝が神の啓示を受けたことがこの戦いの契機となったという伝説を記載するものが多いが、マクセンティウスにどのような契機があったのかは憶測の域を出ない。両軍は、都市の北側、城壁の少し外のテヴェレ川とフラミニア街道とが交わる地点で衝突した。キリスト教の伝説（特にラクタンティウスやエウセビオスの資料）では、コンスタンティウスは夢に現れたラバルムの旗印を掲げて戦ったという。戦いそのものについてはあまり伝わっていないが、マクセンティウス軍はコンスタンティヌス軍に敗れ、ローマ郊外のミルウィウス橋で戦死した。マクセンティウスの遺体は翌日発見され、市中を引き回された後、彼の死をはっきり誇示するためアフリカに送られた。

## 領内の統治
マクセンティウスがどのように統治したのかについては資料が少なく、後のコンスタンティヌス帝によるプロパガンダの影響も大きいために、不明確な部分が多い。ここでは、軍事力や市政などについて記載する。
軍事力
マクセンティウスの軍事力は初めはわずかな兵力で、プラエトリアニの残りと皇帝の騎兵守備隊、およびローマの都兵に過ぎなかった。その後、セウェルス帝およびガレリウス帝との戦いにおいて離反兵を吸収することで増大し、さらに、アフリカ再征服の際に国境の駐屯兵の一部をイタリアに引き上げて戦力を増した。とはいえ、その兵力は決して大きいとはいえず、アルプス山脈の陰という地の利とローマの要塞としての守備力に頼らざるを得なかった。
ローマ市政

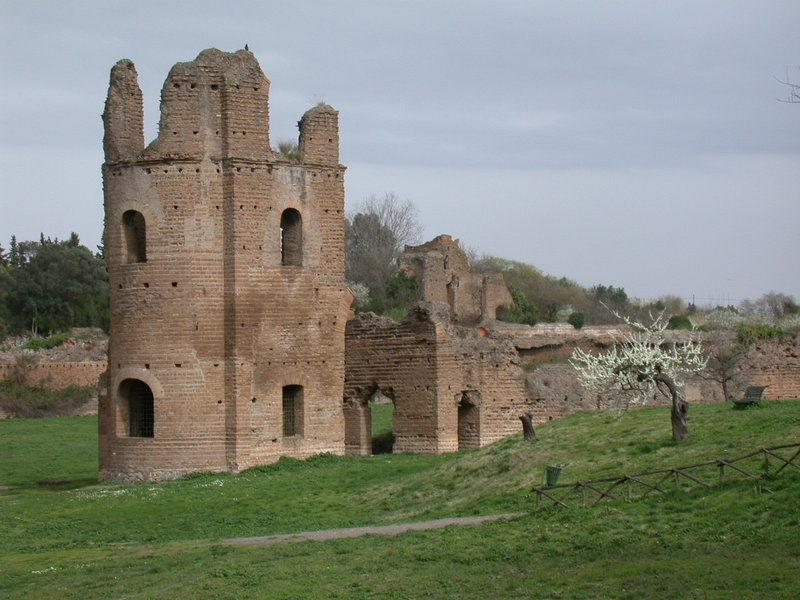
マクセンティウスの競技場の遺跡

マクセンティウスのローマにおける立場は一言では語れない。彼は、ローマに大規模な建築群（マクセンティウスの競技場など）を企画することで、改めてローマに首都としての特権を与えてそれを誇示しようとした。一方ではローマ市民の持つ富に頼らざるを得ない一面もあり、おそらくはローマにも税を課した。アフリカの反乱によってローマへの穀物供給が止まったときには、首都は食料不足となり、暴動によって約6,000人の命が失われた。
元老院
元老院との関係は当初は良好だったが、マクセンティウスが議員に寄付を強要する法律を定めたために、険悪な関係になったと考えられる。マクセンティウスの死後、高位の議員達はコンスタンティヌス帝に代わってもそのまま出世している。
宗教
マクセンティウス自身は古代ローマの伝統的な多神教を信仰しており、父マクシミアヌス帝と関連付けられるマルス神を特に崇拝していた。一方で、領土内でのキリスト教信仰は容認していた。この頃はディオクレティアヌス帝によるキリスト教迫害の余波が残っており、教会内で教皇マルケルス1世と教皇エウセビウスとが対立していた。

## 歴史資料について
コンスタンティヌス帝はマクセンティウスに勝利した後、マクセンティウスは残酷で無能な暴君だったという中傷を計画的に広めた。ラクタンティウスの資料のような早い時期の歴史資料では、キリスト教を迫害した皇帝にマクセンティウスは含まれていないが、コンスタンティヌス帝のプロパガンダの影響で、後の時代にはマクセンティウスをキリスト教の敵と見なす伝統が生まれた。このイメージが、歴史資料のほとんどに影響して今日まで残っている。ただし20世紀になってからは、硬貨や碑文など文学資料以外の資料の調査による中立的な研究も行われている。